# Ольгино (Полтавский район)
О́льгино — село в Полтавском районе Омской области России. Административный центр Ольгинского сельского поселения.

## Физико-географическая характеристика
Село расположено в лесостепной зоне в пределах Ишимской равнины, являющейся частью Западно-Сибирской равнины, на высоте 121 метров над уровнем моря. Территория слабо дренирована, реки в окрестностях села отсутствуют, однако в границах населённого пункта находится несколько небольших озёр округлой формы. Ольгино находится в 15 км к юго-западу от районного центра посёлка Полтавка, в 4,5 км к востоку от села проходит государственная граница с Республикой Казахстан.
Климат
Климат резко континентальный, со значительными перепадами температур как между климатическими сезонами, так и даже в течение суток (согласно классификации климатов Кёппена — влажный континентальный с тёплым летом (индекс Dfb)). Многолетняя норма осадков — 358 мм. Наибольшее количество осадков выпадает в июле — 63 мм, наименьшее в марте — 12 мм. Среднегодовая температура положительная и составляет 1,6 С, средняя температура июля — 19,9 С, января — −17,1 С.
Часовой пояс
Ольгино, как и вся Омская область, находится в часовой зоне МСК+3. Смещение применяемого времени относительно UTC составляет +6:00.

## История
Основано в урочище Чаныш, обмежёванном в 1894 году. Участок получил название по близлежащему озеру. Первоначально в дачу Чаныш было включено 3786 десятин, в том числе степи, годной для пашни, 3018 и леса и кустарников 174,5 десятины, всего на 256 долей. Юго-западней участка Чаныш оставалось пространство для киргизских пастбищ, где у небольшого озерка находилась зимовка одной семьи.
Первая партия из 35 семей прибыла на этот участок из села Крячковки Тепловской волости Пирятинского уезда Полтавской губернии в мае 1896 года. По предложению землемера поселок решили назвать именем великой княгини Ольги — Ольгинским. Крячковские прибыли отдельным эшелоном, в котором шесть вагонов предназначались для людей, а четыре — для лошадей и волов. В 1897 году в Ольгинское подселилось ещё восемь семей. Три семьи добавилось в 1898 году и 13 — в 1900-м.
После указа 1906 года о сокращении казахских пастбищ и ускорении нарезки земель для размещения переселенцев к даче посёлка Ольгинского было добавлено ещё 1363 десятины с лесным колком в 18 десятин, а в 1908 году ещё 4165 десятин, в том числе степи, годной для пашни, 3688 и лесных колков 263 десятины. Участок посёлка Ольгинского предназначался для водворения 596 мужских душ.
По переписи 1907 года в Ольгино учтено 89 дворохозяев, в них 132 мужчины в рабочем возрасте и 142 в нерабочем, женщин соответственно 124 и 129.

## Население
| 1907 | 1926  | 2010  |
| ---- | ----- | ----- |
| 527  | ↗1078 | ↗1343 |